# Жуань Лін'юй
Жуань Лін'юй (кит. 阮玲玉, піньїнь Ruǎn Língyù, англ. Ruan Lingyu, 26 квітня 1910, Шанхай, Китай — 8 березня 1935, Шанхай), справжнє ім'я Жуань Фенґен (кит. 阮鳳根, піньїнь Ruan Fenggen) — акторка німого кіно, одна з найвидатніших виконавиць китайського кіно 1930-х.

## Біографія
Народилася в Шанхаї. Дитинство минуло в бідності. Батько помер, коли Жуань виповнилось шість років, а мати працюла прислугою в домі багатої родини. В 16 років Жуань кидає школу та починає жити з сином родини, в якій працює її мати. Ці стосунки тривали недовго, однак брат її коханця, помітивши її на танцях, пропонує їй роботу в кіно. Першу роль Жуань зіграла у фільмі «Подружжя лише в назві» (1927).
Роль в фільмі «Спогади про Пекін» (1930) під новим іменем Жуань Лін'юй принесла акторці успіх. Кожна нова поява на екрані перетворювалась на подію — один за одним виходять фільми «Кохання та обов'язок» (1931), «Три сучасні жінки», «Маленькі іграшки» (1933). А роль самотньої матері, яка вимушена підробляти повією, у фільмі «Богиня» (1934) перетворила Жуань Лін'юй на богиню китайського екрану.
Особисте життя склалося гірше: сповнені інтриг і шантажу стосунки з чоловіком та коханцем підживлювали сторінки таблоїдїв. Несподівано для всіх у 1935 році Жуань Лін'юй вчинила самогубство, залишивши записку: «Чутки — найстрашніша річ» та прийнявши високу порцію снодійного. Китайський народ сприйняв подію як трагедію. За повідомленням газети «Нью-Йорк Таймс» похоронна церемонія акторки зібрала понад 300 тисяч осіб та розтягнулась майже на п'ять кілометрів.

## Фільмографія
- 1927: Подружжя лише в назві / A Married Couple in Name Only
- 1927: Таблета крові та сліз / The Tablet of Blood and Tears
- 1928: Міст Лоян / The Luoyang Bridge
- 1928: Па́года Біла хмара / The White Cloud Pagoda
- 1929: Удар на гору Дев'ятий дракон / Attacking Nine-Dragon Mountain
- 1929: Спалення гори Дев'ятий дракон / Burning Nine-Dragon Mountain
- 1930: Спогади про Пекін / Dream of the Ancient Capital
- 1930: Самовбивчий контракт / Suicide Contract
- 1930: Польові квіти Wild / Flowers by the Road
- 1931: Кохання та обов'язок / Love and Duty
- 1931: Сливова гілка / A Spray of Plum Blossoms
- 1933: Три сучасні жінки Three Modern Women
- 1933: Ніч у місті / Night in the City
- 1933: Маленькі іграшки / Little Toys
- 1934: Життя / Life
- 1934: Повертаючись додому / Coming Home
- 1934: Прощавай, Шанхаю / Goodbye, Shanghai
- 1934: Богиня / The Goddess
- 1935: Нова жінка / New Women
- 1935: Державна митниця / National Customs

## Галерея

Жуань Лін'юй
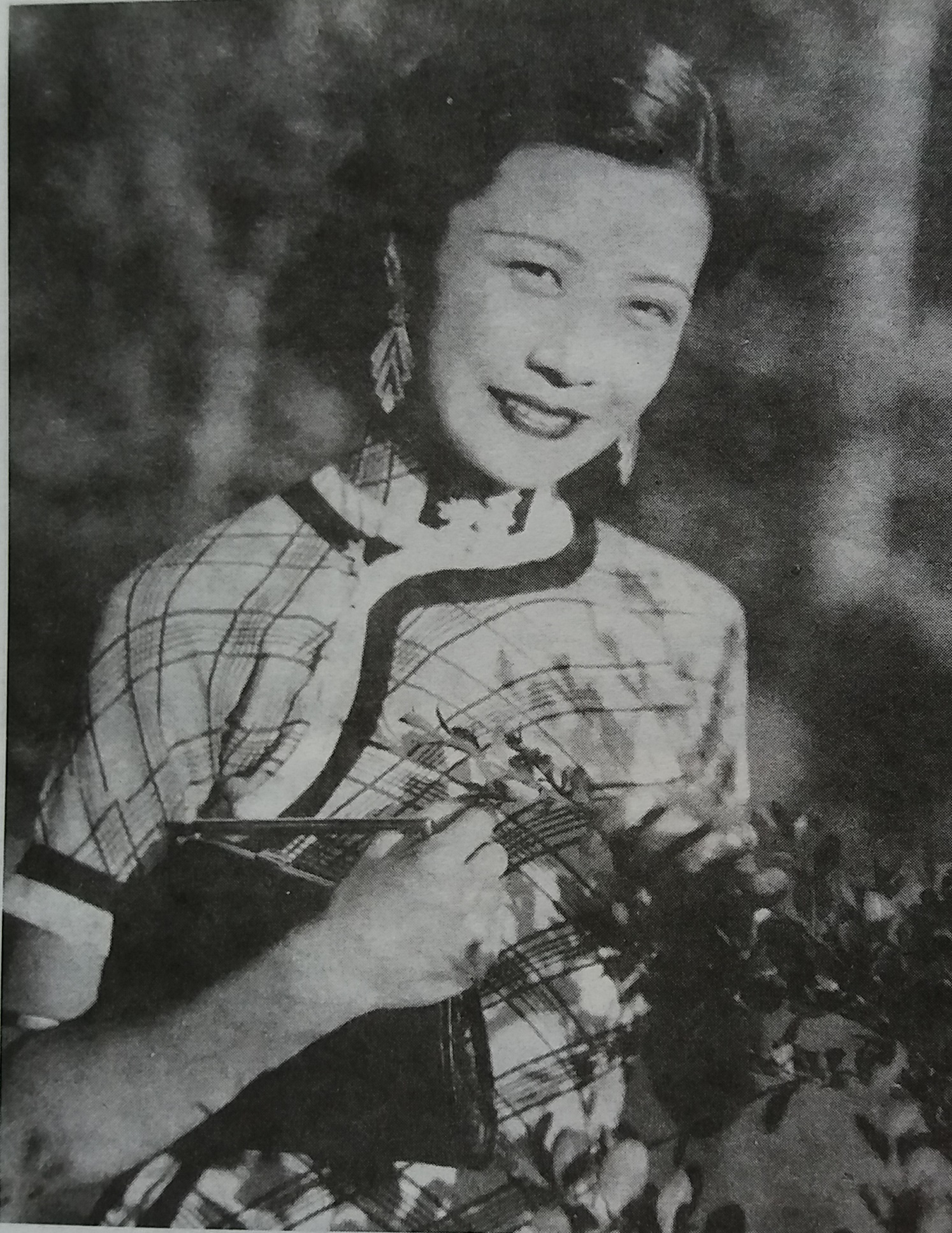
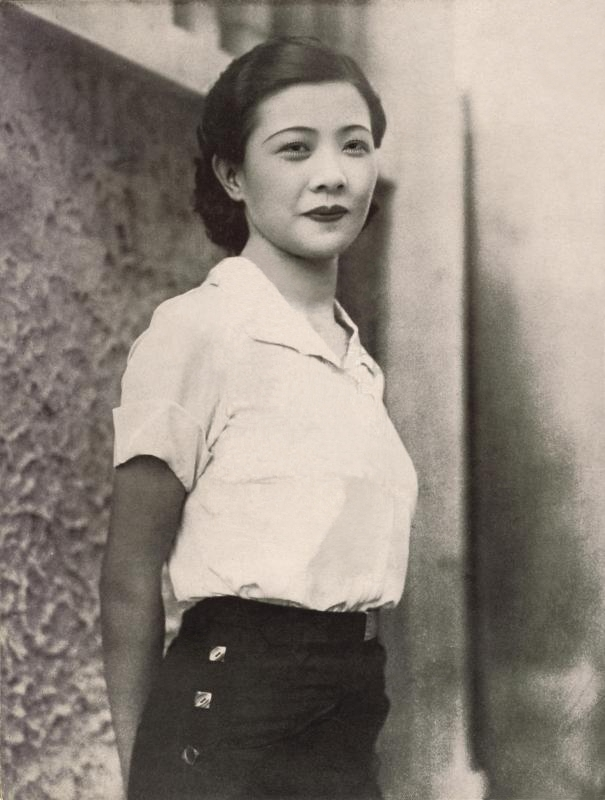
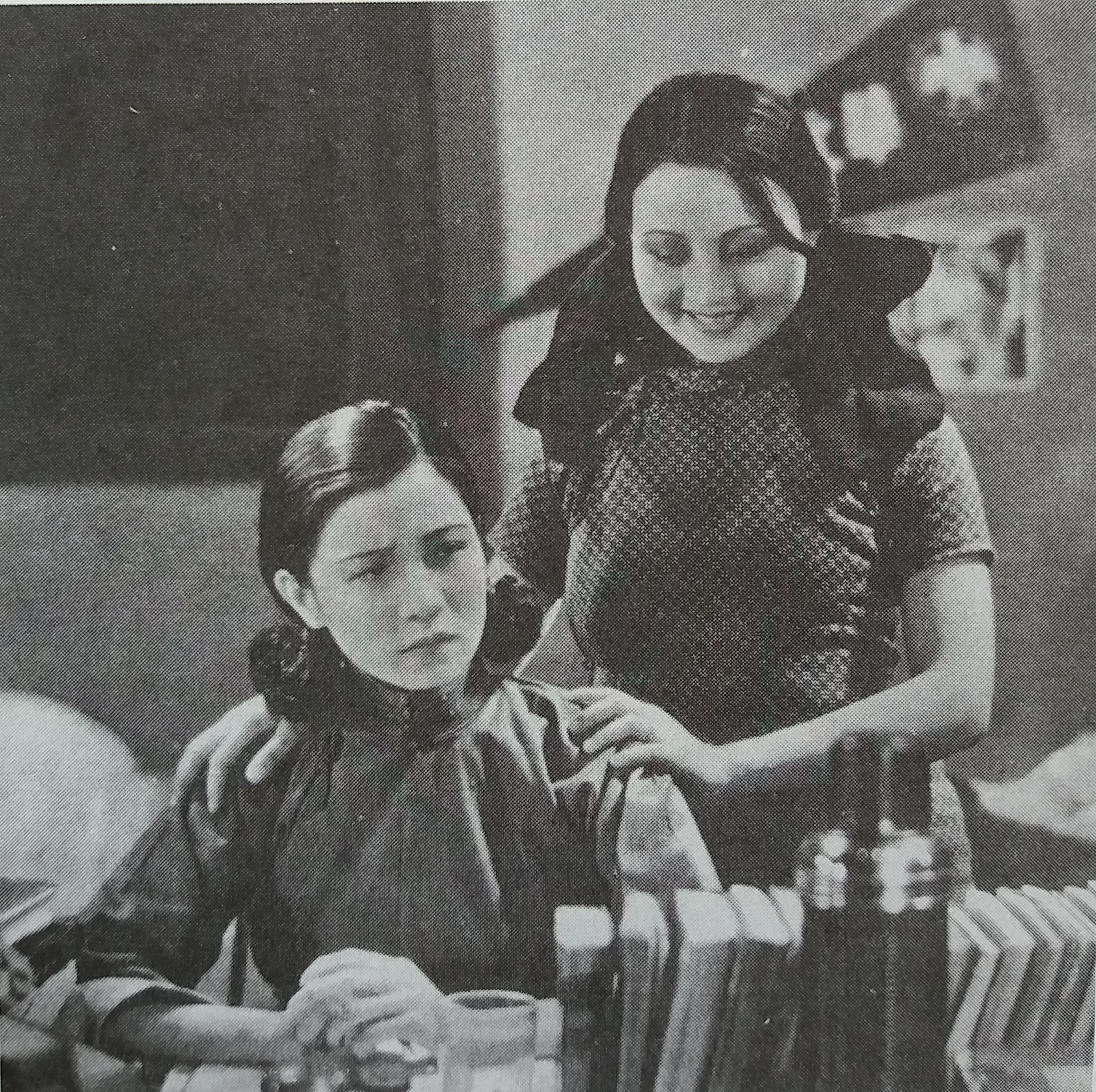
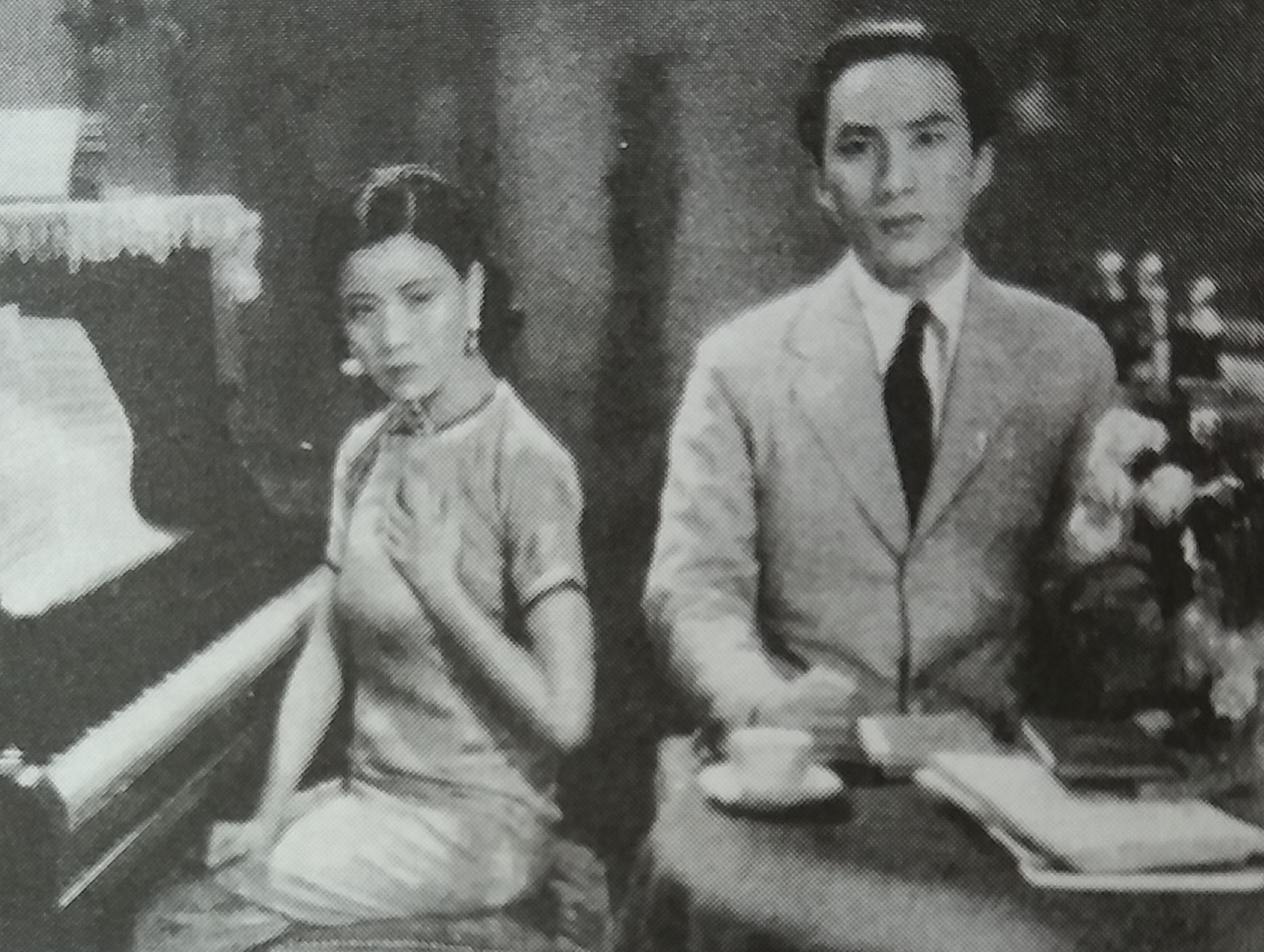